# Urophora disjuncta
Urophora disjuncta
 es una especie de insecto díptero. Becker lo describió científicamente por primera vez en el año 1919.
Esta especie pertenece al género Urophora de la familia Tephritidae.